# Thereus eryssus
Thereus eryssus is een vlinder uit de familie van de Lycaenidae. De wetenschappelijke naam van de soort werd als Papilio eryssus in 1800 gepubliceerd door Herbst.

## Synoniemen
- Papilio erix Cramer, 1775
- Bithys tyrrhenus Hübner, 1819